# Thomas Murg
Thomas Murg (Voitsberg, 14 november 1994) is een Oostenrijks voetballer die als vleugelspeler speelt. Hij verruilde in juli 2014 Austria Wien voor SV Ried.

## Clubcarrière
Murg debuteerde op 28 juli 2012 met Austria Wien in de Oostenrijkse Bundesliga, tegen Sturm Graz. Hij viel na 62 minuten in voor Roland Linz. In totaal kwam hij tot zeven optredens gedurende zijn debuutseizoen. Op 9 november 2013 scoorde hij zijn eerste doelpunt voor Austria Wien, tegen Wolfsberger AC.

## Interlandcarrière
Murg kwam uit voor diverse Oostenrijkse nationale jeugdselecties. Hij debuteerde in 2013 in Oostenrijk -19.

## Erelijst
Austria Wien
- Landskampioen

2013